# Gérard de Lorraine (mort en 1219)
Pour les articles homonymes, voir Gérard de Lorraine.
Gérard de Lorraine, mort en 1219 fut évêque de Toul de 1218 à 1219. Il était fils de Gérard II, comte de Vaudémont, et de Gertrude de Joinville.
Il devint archidiacre de Metz entre 1186 et 1189, archidiacre à Toul en 1189, princier de Metz en 1200 et fut élu évêque de Toul en 1219.
Il mourut au cours d'un voyage qu'il fit à Rome.

## Sources
- Georges Poull, La Maison ducale de Lorraine, Nancy, Presses universitaires de Nancy, 1991, 575 p. [détail de l’édition] (ISBN 2-86480-517-0)